# Arkadi Voloj
Arkadi Voloj (en russe : Арка́дий Во́лож), né le 11 février 1964 à Gouriev (aujourd'hui Atyraou, Kazakhstan), est un informaticien et entrepreneur russe.

## Biographie
Arkadi Voloj obtient en 1986 son diplôme en mathématiques appliquées à l'université d'État du pétrole et du gaz Goubkine (Moscou).
Arkadi Voloj est le fils du géologue-pétrolier Yuri Volozh (ru) (né en 1938), l'un des découvreurs du gisement pétrolier de Kachagan, en mer Caspienne.
Il est marié et père de trois enfants. Il réside en Israël.

### Carrière
Trois ans plus tard, il fonde la société CompTek, spécialisée notamment dans la distribution de matériels et logiciels informatiques, dont il est le PDG jusqu'en 2000.
Il commence à travailler en 1989 sur les technologies de recherche en ligne, et crée la même année la société Arkadia, spécialisée dans ce domaine.
Il co-fonde en 1993 InfiNet Wireless, un fournisseur russe de technologie de réseau sans fil.
En 1997, il fonde le moteur de recherche russe Yandex avec Arkady Borkovsky et Ilya Segalovich (en). En mai 2011, il devient milliardaire à l'occasion de l'introduction en Bourse de Yandex, aujourd'hui valorisé à 12 milliards de dollars au Nasdaq.
En 2007, il crée la Yandex School of Data Analysis. L'école propose des cours gratuits de data science. L'institution s'est développée et dispose dorénavant de 6 branches. En 2018, elle ouvre une succursale à Tel Aviv.
En 2016, Voloj obtient la nationalité maltaise.
Il dirige le département d'analyse des données de l'Institut de physique et de technologie de Moscou (MIPT), l'une des principales universités russes.
En mars 2024, afin de se plier aux exigences de l'Union Européenne afin de ne pas être sanctionné, il condamne la guerre menée par la Russie, vend ses actions et démissionne de son poste de directeur général avant de déménager en Israël. Cherchant à se couper de son passé, il se qualifie d'« israélien d'origine kazakh » sur son site personnel, et supprime des éléments de sa biographie sur Wikipédia,. 

## Fortune
En 2018, sa fortune est estimée par le magazine Forbes à 1.42 milliard de dollars. En 2020, Forbes l'estime à 1,2 milliard de dollars. Il détient, en 2020, 10 % du capital de Yandex et 48 % des droits de vote. Toutefois, le gouvernement russe l'a obligé à s'engager à conserver personnellement 95 % de ses propres actions pendant une certaine période, afin que la société ne tombe pas entre des mains étrangères.
Il est inscrit sur la liste américaine des oligarques menacés de sanctions en cas de nouvelle crise géopolitique entre les États-Unis et la Russie.

## Positions
Le 3 juin 2022, il fait l'objet de sanctions européennes dans le cadre du conflit en Ukraine. Le même jour, il démissionne de ses fonctions de président de Yandex.
Le 10 août 2023, dans un communiqué transmis à l'Agence France Presse, il affirme s’opposer « catégoriquement » à l’invasion de l’Ukraine par la Russie. « Je suis horrifié par le sort des habitants de l’Ukraine, dont beaucoup sont des amis et des parents, et dont les maisons sont bombardées tous les jours ».
En mars 2024, Voloj vend ses actions et démissionne de son poste de directeur général